# Verrezen Christus (Titiaan)
De Verrezen Christus (Italiaans: Cristo risorto) is een schilderij van Titiaan dat hij tussen 1507 en 1512 maakte. Het maakt sinds 2001 deel uit van de collectie van de Galleria degli Uffizi in Florence.

## Herkomst
Het schilderij was in 1638 in bezit van James Hamilton, de eerste hertog van Hamilton, een belangrijke Schotse politieke en militaire leider. Waarschijnlijk had zijn agent het voor hem in Venetië gekocht. Nadat James Hamilton geëxecuteerd was, kwam een belangrijk deel van zijn verzameling waaronder dit schilderij in handen van aartshertog Leopold Willem van Oostenrijk, landvoogd van de Zuidelijke Nederlanden. Na zijn dood hadden enkele Habsburgers het in bezit, onder meer aartshertog Johan van Oostenrijk. In de twintigste eeuw kende het schilderij verschillende eigenaars en eindigde in de verzameling van Alessandro Contini-Bonacossi, een Italiaanse politicus en verzamelaar. De kunsthistoricus Roberto Longhi herkende het hier als een werk van Titiaan. In 2001 kocht de Italiaanse staat het schilderij voor de Galleria degli Uffizi, waarna in 2002 een restauratie volgde. 

## Voorstelling
In dit vroege werk gaf de schilder Jezus de uitstraling van een klassiek beeldhouwwerk, tegen de achtergrond van een intens heldere hemel met enkele wolken. De grote witte lijkwade, geknoopt op de buik, bedekt zijn rug en eindigt met een gouden franje. In zijn handen houdt hij een banier met een rood kruis, symbool van zijn lijden. Jezus staat op een neutrale, grijze ondergrond, die de aanwezigheid van een graf suggereert. Het landschap neemt slechts een bescheiden plaats in. Dit benadrukt de afstand tussen de majestueuze en zegevierende Christus en de kleine, onbeduidende menselijke maat.
Een gravure van het schilderij van de hand van Remoldus Eynhoudt is opgenomen in het Theatrum Pictorium. Dit was een verzameling van 243 gravures, door verschillende kunstenaars, van schilderijen uit de collectie van aartshertog Leopold Willem. Het werk werd in 1660 gepubliceerd door de schilder David Teniers de Jonge. De Verrezen Christus wordt hierin echter toegeschreven aan Palma il Vecchio.
De wederopstanding van Christus is een onderwerp waaraan Titiaan verschillende keren heeft gewerkt. Tussen 1542 en 1544 maakte hij een processievaandel met aan een kant de Wederopstanding van Christus. Voor de kerk in Medole (Mantua) maakte hij in 1554 een altaarstuk, Christus verschijnt aan zijn Moeder.  

## Afbeeldingen

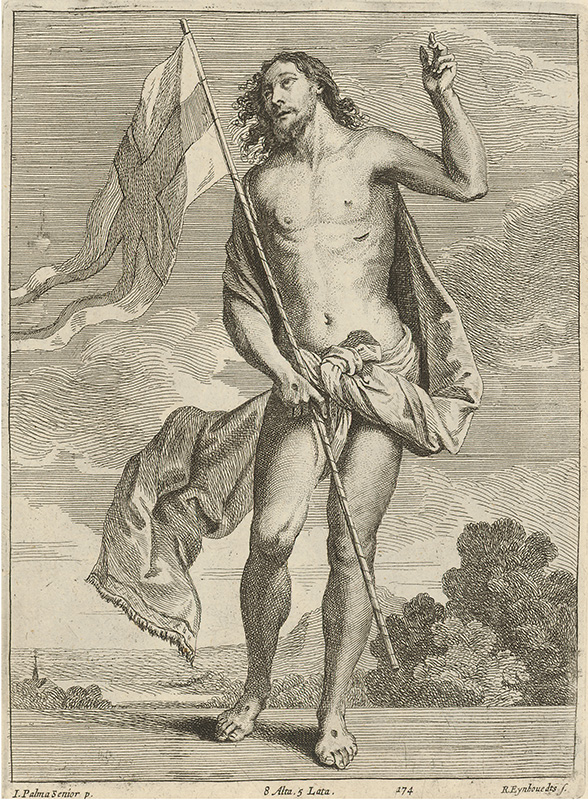
Gravure naar het schilderij - Remoldus Eynhoudt
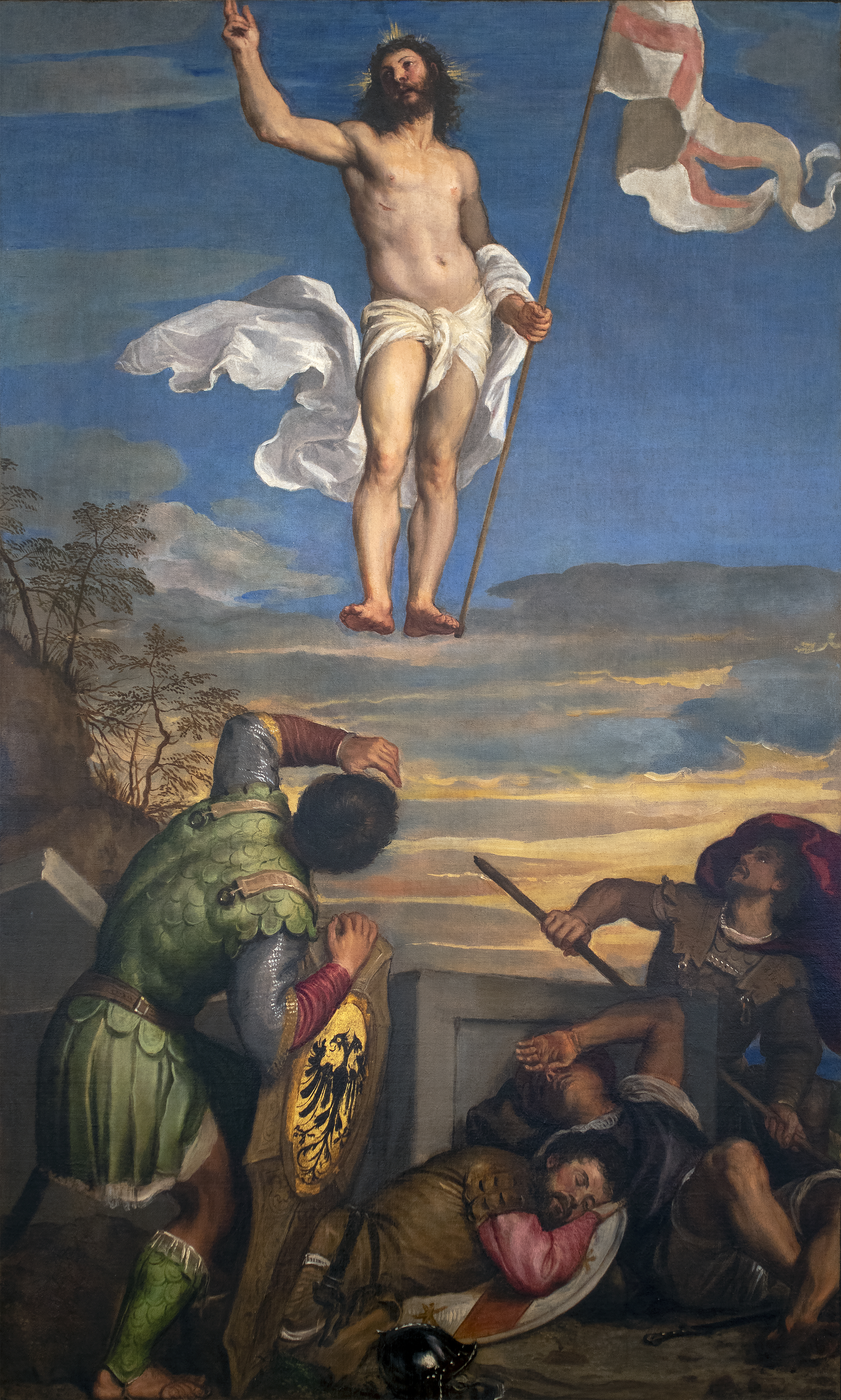
De wederopstanding (1542-44)
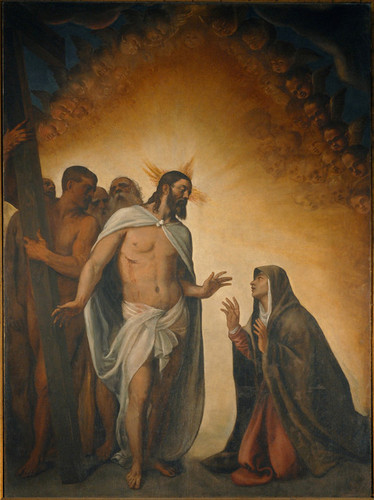
Christus verschijnt aan zijn Moeder (1554)